# Objaw Glanzmana
Objaw Glanzmana – obrzęk powiek, nasady nosa i łuków brwiowych charakterystyczny dla mononukleozy zakaźnej. Szczególnie często występuje u dzieci.